# Palacio de Monistrol
El palacio de Monistrol fue un palacio de la ciudad española de Madrid. Estaba situado en la esquina de la calle de la Luna con la de Tudescos. Fue construido antes del año 1656, ya que el edificio aparece en el plano de Pedro Teixeira, que fue completado en dicho año. 
Primero conocido como Teatro Pintoresco, después como Teatro de Buena-Vista, y posteriormente como Palacio de Monistrol, tras el matrimonio entre la condesa de Sástago y el marqués de Monistrol en el año 1857, que eran sus propietarios por aquel entonces.
Fue derruido en 1970 para dar lugar a la construcción de la plaza de Santa María Soledad Torres Acosta y un edificio comercial y de oficinas.